# Бармашурка
Бармашу́рка (рос. Бармашурка) — невелика річка в Ярському районі Удмуртії, Росія, ліва притока Чепци.
Бере початок на Красногорської височині, серед тайги. Протікає на північний схід, впадає до річки Чепца. Має одну праву притоку Сівашур.
На річці розташовано присілок Бармашур, де збудовано 5 мостів — 3 залізничних та 2 автомобільних. До правого берега примикає територія селища Яр.